# Miguel Busquets
Miguel Busquéts Terrazas (15. oktober 1920 - 24. december 2002) var en chilensk fodboldspiller (midtbane). Han spillede for Universidad de Chile og for Chiles landshold. Han var med i den chilenske trup til VM 1950 i Brasilien, og spillede alle holdets tre kampe i turneringen, hvor chilenerne blev slået ud efter det indledende gruppespil. Han deltog desuden i tre udgaver af de sydamerikanske mesterskaber i løbet af 1940'erne.